# Portsmouth
Portsmouth je město s přibližně 209 000 obyvateli (2014) v anglickém hrabství Hampshire situované na jižním pobřeží Velké Británie. Zároveň je to označení širší administrativně-správní jednotky tvořené aglomerací okolních měst. S odhadovanou půlmilionovou populací je to dnes (2006) 11. největší městská oblast v Anglii.
Portsmouth má významný anglický námořní přístav, který slouží i jako místo odpočinku mnoha slavných lodí. Najdeme zde i nejstarší dosud používaný suchý dok. Nadále zůstává hlavní loděnicí a základnou britského královského loďstva Royal Navy i když jeho význam z vojenského hlediska klesá. Je zde též obchodní přístav pro nákladní i osobní přepravu s destinacemi na evropském kontinentě. Portsmouth byl rovněž místem nalodění části jednotek určených pro invazi v Den D.
Město je mimo jiné rodištěm spisovatele Charlese Dickense, anglického romanopisce 19. století.

## Zeměpisná poloha
Většina města Portsmouth leží na ostrově Portsea v místech, kde se Solentská úžina napojuje na Lamanšský průliv. Jedná se o jediné ostrovní velkoměsto Spojeného království a zároveň 13. nejhustěji osídlené místo v Evropě. V rámci Spojeného království je na 2. místě hned za centrem Londýna.
Ostrov od pevniny na severu dělí úzká zátoka s několika mosty, takže na první pohled se zdá být poloostrovem. Chráněný přístav Portsmouth leží západně od ostrova a široký záliv s přístavem Langstone na východě. Na severní straně panoramatu města vévodí vrch Portsdown Hill (131 m), z něhož se naskýtají překrásné výhledy na město. Na jihu je město zakončeno průlivem Solent s ostrovem Wight v pozadí. Většina území města leží v nadmořské výšce pouhých 3 metrů.

## Historie

### Nejstarší historie území
Ačkoli osady v okolí byly již za dob Římanů, většinou odnože města Portchester, za datum vzniku města Portsmouth se obvykle považuje rok 1180, kdy je založil normanský šlechtic Jean de Gisors. Většina nejstarších písemností o městě byla nejspíš zničena normanskými okupanty po dobytí Anglie Vilémem Dobyvatelem. Nejstarší dochovaný podrobný popis města byl objeven v kronice ze Southwicku z 13. století.
Podle Oxfordského slovníku britských místních názvů se anglosaské jméno „Portesmūða“ vyskytovalo již v 9. století a znamenalo “ústí s (přístavem) Portus” (z latiny). V anglosaské době vznikl lidový výklad názvu jako “ústa/ústí muže jménem Port”, díky čemuž se v Anglosaské kronice objevil zápis, že v roce 501 našeho letopočtu “do Británie připlul na dvou lodích Port a jeho dva synové, Bieda a Mægla, a přistáli v místě, jež dnes zove Portsmouth”.
V knize Domesday Book není o místě zvaném Portsmouth zmínka. Uvádí však osady, z nichž později část města vznikla (Buckland, Copnor, Fratton na ostrově Portsea a Cosham, Wymering, Drayton a Farlington na pevnině). Odhaduje se, že na území města v té době žilo nejvýše 200-300 lidí.
Přestože v diecézi Portsea stál malý kostelík již před rokem 1166 (dnes kostel Panny Marie ve Frattonu), první skutečný kostel města Portsmouth se objevil až v roce 1181, kdy Jean de Gisors věnoval akr (40 arů) půdy augustiniánským mnichům v převorství Southwick, aby na něm vystavěli kapli zasvěcenou Thomasu Beckettovi, zavražděnému arcibiskupu z Canterbury. Na místě původní kaple dnes stojí anglikánská katedrála.

### Růst města

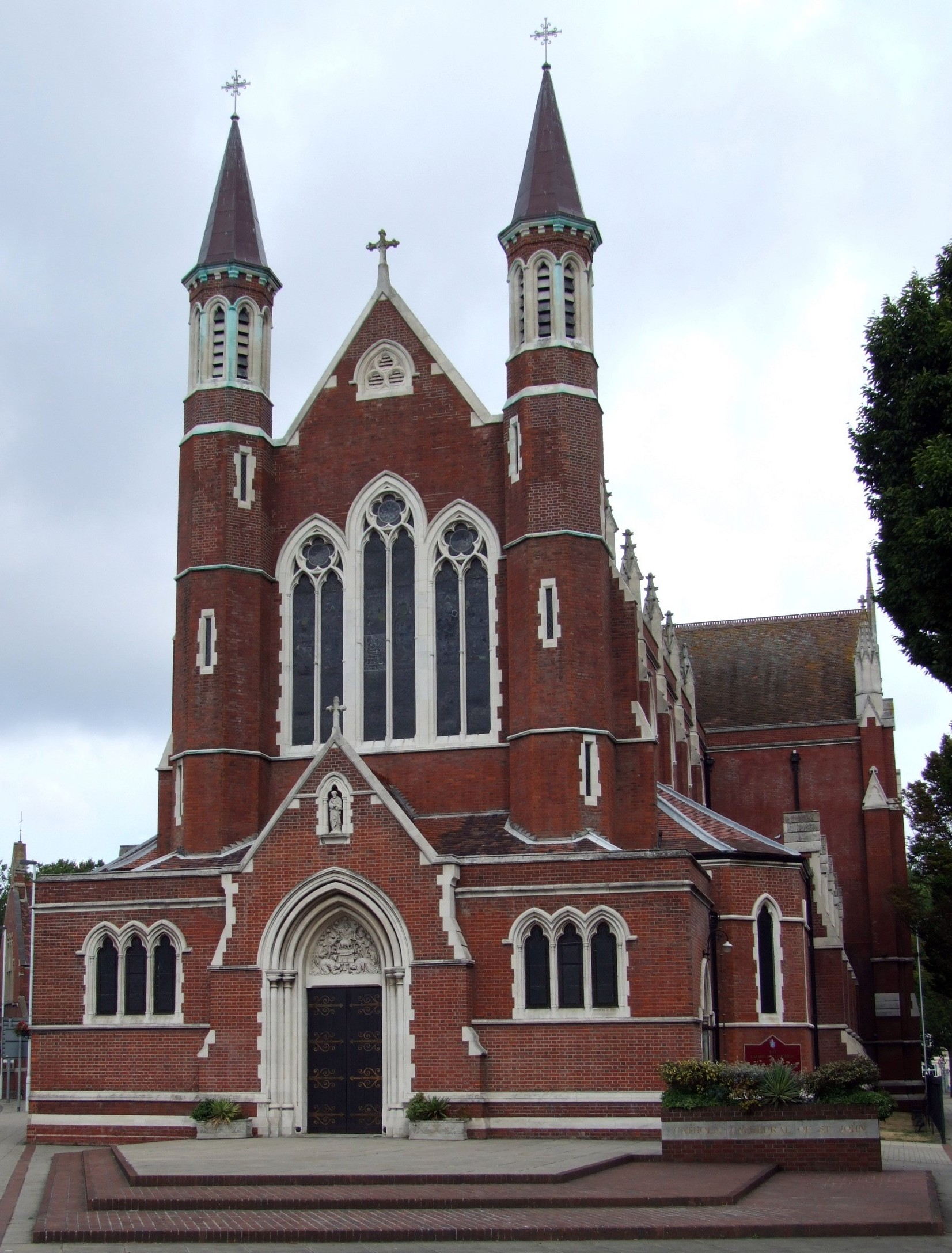
Katedrála sv. Jan Křtitele

V roce 1194 se král Richard I. Lví srdce vrátil ze zajetí, převzal od Jean de Gisors správu města a začal v Portsmouthu svolávat loďstvo a vojsko. Dne 2. května 1194 král Richard I. dal městu privilegia konat patnáctidenní výroční trh a týdenní trhy (každý čtvrtek) a zřídit městský soud k projednávání záležitostí menšího významu. Město bylo dále osvobozeno od roční daně (18 liber); tuto částku smělo věnovat na městské záležitosti. Král Richard I. dále v Portsmouthu vybudoval radnici a řadu domů. Na pravděpodobném místě původní radnice dnes stojí kasárna.
Král Jan Bezzemek v roce 1200 potvrdil městská privilegia a ve snaze napadnout Normandii zřídil ve městě trvalou námořní základnu.
První doky se v Portsmouthu začaly stavět v roce 1212 na pokyn arciděkana Viléma z Wrothamu, správce královských lodí. Přibližně ve stejné době biskup z Winchestru založil špitál svatého Mikuláše zvaný Domus Dei, který fungoval až do roku 1540. Poté jej spolu s dalšími církevními statky zabavil král Jindřich VIII.
Portsmouth ve 13. století využívali králové Jindřich III. a Eduard I. jako základnu k útokům na Francii. Ve 14. století nastal rozmach obchodu, a to i navzdory konkurenčnímu přístavu v nedalekém Southamptonu. Začala se dovážet především vlna, obilí, indigové barvivo, vosk a železo; nejvýznamnějším dovozním artiklem však bylo víno z přístavů Bayonne a Bordeaux.

### Válka s Francií
Roku 1338 v Portsmouthu pod anglickými vlajkami přistála francouzská flotila vedená admirálem Béhuchetem. Francouzi vypálili, vyplenili a povraždili většinu města; přežil pouze kostel a špitál. Král Eduard III. poté osvobodil přeživší obyvatelstvo od všech státních daní, aby mohli začít znovu budovat město.
Pouhých deset let po této zkáze zasáhl město mor. Francouzi bránili v obnově města dalších loupeživými útoky v letech 1369, 1377 a 1380.
Král Jindřich V. rozhodl o vybudování prvních stálých hradeb. V roce 1418 nechal v ústí přístavu vystavět dřevěný hrad Round Tower (dokončen byl roku 1426). Skutečné opevnění však Portsmouth získal až za vlády Tudorů. Hrad byl na pokyn Jindřicha VIII. přestavěn z kamene a vznikl nový hrad, Square Tower. V té době začal vznikat v Portsmouthu první suchý dok v Anglii. Z peněz získaných zrušením klášterů nechal Jindřich VIII. vystavět pevnost Southsea Castle. V roce 1545 pod touto pevností ztroskotala jeho druhá vlajková loď Mary Rose po vyplutí do bitvy s francouzskou flotilou. Ztroskotání stálo asi 500 lidských životů.
Opevnění města v průběhu staletí sílilo a dnes je většina dochovaných staveb zpřístupněna turistům.
Dne 26. září 1792 odtud na popud britské East India Company vyplula významná britská delegace pod vedením George Macartneyho, která měla za úkol navázat diplomatické a obchodní vztahy s Čínským císařstvím.
Dne 21. prosince 1872 vyplula z Portsmouthu významná vědecká expedice Challenger Expedition, jež položila základy oceánografie.

### 20. století
Za druhé světové války město utrpělo těžké bombardování, při němž byla zničena řada měšťanských domů a cechovní dům. Ačkoli většina města je již nově zastavěna, občas se na staveništích stále nachází nevybuchlá munice.
Na pláži v Southsea a v přístavu Portsmouth se 6. června 1944 došlo k nalodění části jednotek určených pro invazi v den D. V samotný den D v jednom z paláců poblíž Porstmouth, Southwick House, zřídil svůj štáb vrchní velitel spojeneckých sil generál Dwight D. Eisenhower.

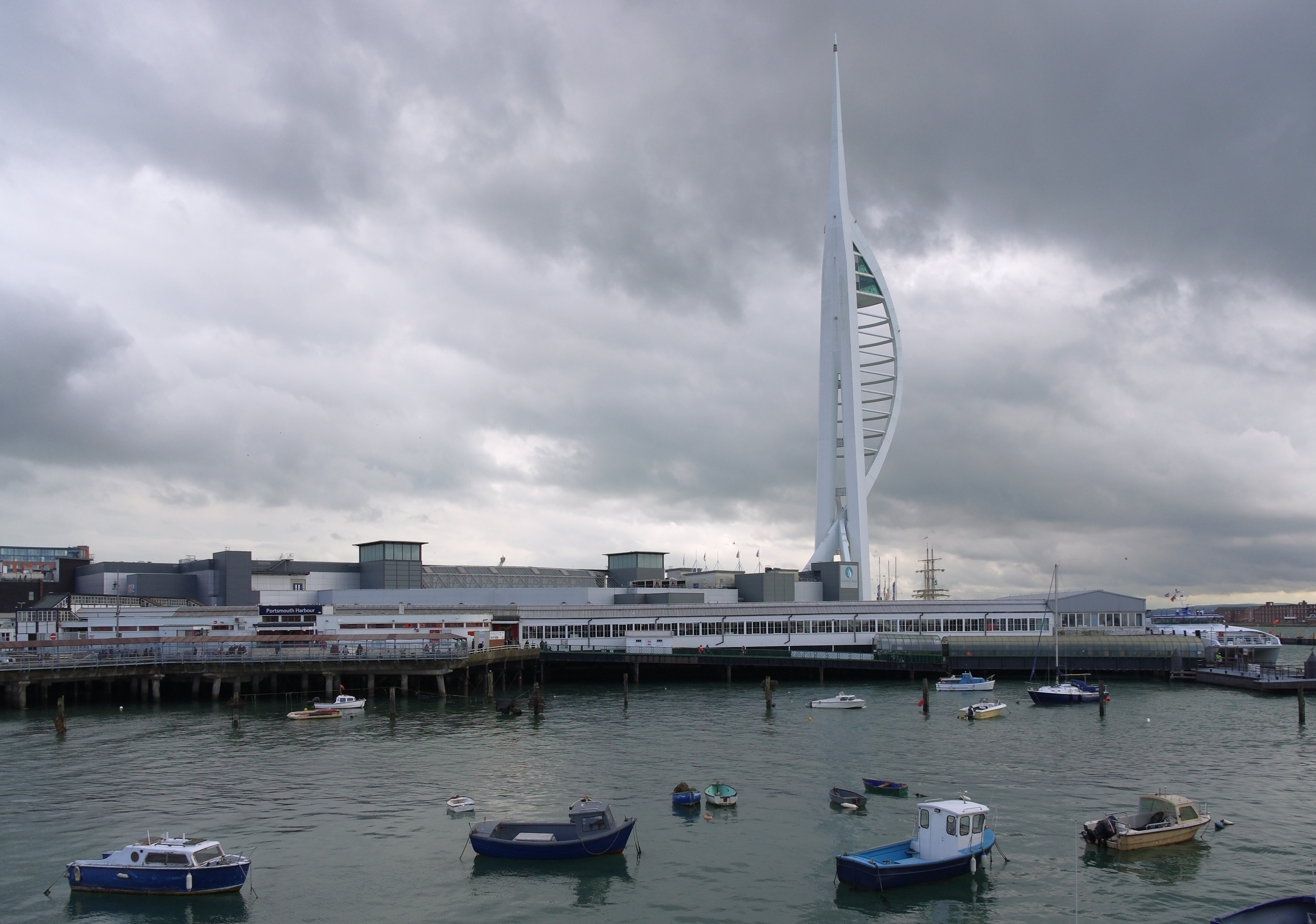
Přístav v Portsmouth s vyhlídkovou věží Emirates Spinnaker Tower.

Po válce byla většina poničené i zachovalé obytné zástavby města stržena ve snaze zlepšit kvalitu bydlení. Obyvatelstvo, kterého se asanace dotkla, bylo vystěhováno na předměstí Paulsgrove, Leigh Park a jiná.

### 21. století
V roce 2003 byla zahájena stavba 168 metrů (552 stop) vysoké Spinnaker Tower, ocelové věže ve tvaru námořní plachty u přístavu Portsmouth, která měla být oslavou námořnické tradice města. Věž byla dokončena roku 2005; slouží zčásti jako turistická rozhledna.
V roce 2004 konečně došlo ke stržení budovy Tricorn Centre Archivováno 7. 5. 2021 na Wayback Machine., přezdívané “nejošklivější britská budova”. Šlo o rozlehlý železobetonový komplex s nákupním střediskem, byty, nočním klubem a nadzemními garážemi v centru města. Demolici předcházely letité debaty o její financování a spor o její zachování coby příkladu brutalistické architektury 60. let 20. století.

## Pamětihodnosti

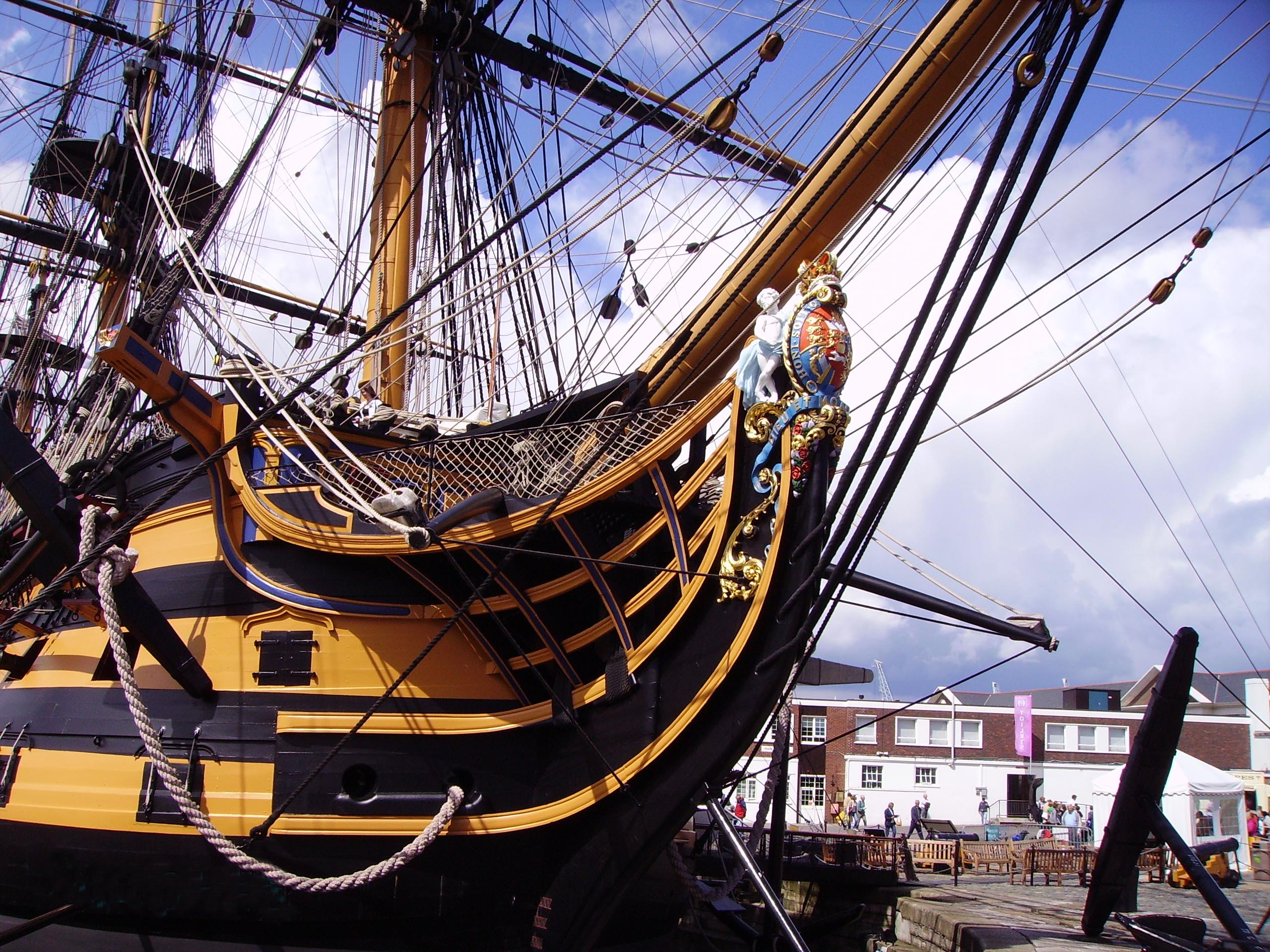
HMS Victory v suchém doku

Většina pamětihodností města souvisí s jeho námořní historií. V posledním desetiletí proběhla tolik potřebná rekonstrukce turisticky atraktivních starých loděnic. Dalšími atrakcemi jsou D-Day Museum a loď HMS Victory, zbytky vlajkové lodi Jindřicha VIII. Mary Rose, vyzvednuté nedávno ze dna moře, první britský pancéřovaný parník HMS Warrior a Královské námořní muzeum.
V roce 2005 byla v rámci projektu Millennium dokončena výstavba 168 metrů vysoké věže Spinnaker Tower na nábřeží Gunwharf Quays. Vyhlídkové plošiny jsou ve výšce mořské hladiny a dále v 99, 104 a 109 metrech.
Mezi další pamětihodnosti města patří rodný dům Charlese Dickense, akvárium Blue Reef, přírodovědné muzeum Cumberland House, Královské muzeum námořnictva a hrad Southsea Castle.

### Kostely
Portsmouth je mezi britskými městy raritou, protože má dvě katedrály: anglikánskou katedrálu sv. Tomáše a římskokatolickou katedrálu sv. Jan Křtitele. Je to proto, že když bylo v 19. století britské katolické církvi povoleno znovuzakládání katedrál, směly stát pouze tam, kde již nebyla katedrála anglikánská.
Dalším zajímavým kostelem je posádkový kostel (Garrison Church), který byl v druhé světové válce vybombardován a byl zachován jako památník bez střechy.

## Vyšší školství
Město má jednu univerzitu, University of Portsmouth, dříve známou jako Portsmouth Polytechnic. Vysokoškolské vzdělání však lze získat též na několika dalších školách; největší z nich jsou Highbury College a Portsmouth College.

## Doprava
Město má přímé železniční spojení s Londýnem a několik nádraží. Z přístavu Portsmouth vyplouvají osobní trajekty do města Gosport a na ostrov Wight (nedaleko též autotrajekt Wightlink). Spojení s ostrovem Wight též obstarává nejstarší britská komerční vznášedlová linka Hovertravel.
Kontinentální trajekty spojují Portsmouth s městy Caen, Cherbourg-Octeville, Saint-Malo a Le Havre ve Francii, Bilbao ve Španělsku a s Normanskými ostrovy. Po Doveru je Portsmouth druhý nejrušnější trajektový přístav v Británii; ročně přepraví okolo 3 milionů cestujících. Přístav má přímé napojení na dálnici M275.
Nejbližší letiště je v Southamptonu, přibližně 20-30 minut cesty. Obě londýnská mezinárodní letiště Heathrow a Gatwick jsou vzdálena asi 60–90 minut cesty. V Portsmouthu bylo v letech 1932–1973 v provozu letiště s travnatou dráhou. Po jeho uzavření zde vyrostl obytný, průmyslový a obchodní areál a škola.

## Osobnosti města
- Isambard Kingdom Brunel, (1806 – 1859), konstruktér a podnikatel
- Charles Dickens (1812 – 1870), spisovatel
- Henry Ayers (1821 – 1897), australský politik
- Houston Stewart Chamberlain (1855 – 1927), německý myslitel a spisovatel britského původu, propagátor nacionalistických, pangermánských, rasových a antisemitských idejí
- Arthur Conan Doyle (1859 – 1930), spisovatel
- Rudyard Kipling (1865 – 1936), spisovatel, novinář a básník, první britský nositel Nobelovy ceny za literaturu
- Herbert George Wells (1866 – 1946), spisovatel
- Frances Yatesová (1899 – 1981), historička
- James Callaghan (1912 – 2005), politik, premiér Spojeného království (1976 – 1979)
- Peter Sellers (1925 – 1980), komik a herec
- Paul Jones (* 1942), zpěvák, harmonikář, herec a moderátor
- Roger Hodgson (* 1950), zpěvák, hudebník, spoluzakladatel rockové kapely Supertramp

## Partnerská města
- Caen, Francie
- Duisburg, Německo
- Haifa, Izrael
- Maizuru, Japonsko
- Maskat, Omán
- Portsmouth, Virginie, USA
- Sydney, Austrálie